# Womack & Womack
Womack & Womack war ein US-amerikanisches Popmusik-Duo, bestehend aus den Eheleuten Linda (* 1953) und Cecil Womack (* 25. September 1947 in Cleveland, Ohio; † 1. Februar 2013 in Südafrika).

## Biografie
Cecil Womack, jüngerer Bruder von Bobby Womack, lernte seine spätere Ehefrau Linda bereits im Jahre 1961 kennen, als sie erst acht Jahre alt war. Sie ist die Tochter von Sam Cooke, der damals gerade Cecil und Bobby Womack sowie ihre Brüder Curtis, Harry und Cedric als The Valentinos für sein eigenes Label unter Vertrag genommen hatte. Durch Bobby Womacks Heirat mit Sam Cookes Witwe Barbara wurde sie dessen Stieftochter und hatte mit ihm auch eine Affäre.
Sowohl ihre Liebesgeschichte als auch ihre Zusammenarbeit mit Cecil Womack begannen Anfang der 1970er Jahre, als Linda und er von dem berühmten Philly-Soul-Label Philadelphia International Records als Songschreiberteam engagiert wurden. Sie schrieben unter anderem Lieder für The O’Jays, Patti LaBelle und Teddy Pendergrass. Nach ihrer Heirat im Jahre 1979 begannen sie an einem eigenen Konzept zu arbeiten. Das erste Ergebnis war die LP Love Wars (1984), die vor allem in England sehr gut ankam. Womack & Womack vermischten traditionelle Stile der schwarzen Musikkultur wie Gospel und Rhythm ’n’ Blues mit weißem Adult-Contemporary-Pop. Es folgten die Alben M. U. S. C. Man (1985) und Starbright (1986), mit denen sie ihren Stil kontinuierlich weiter verfeinerten. Kritiker bemängelten jedoch die technische Überproduktion.
1988 konnten Womack & Womack mit der als Meisterwerk gefeierten LP Conscience (DE Platz 5, UK Platz 4) sowie den Hit-Singles Teardrops (DE Platz 2, UK Platz 3) und Celebrate the World (DE Platz 22, UK Platz 19) ihre größten Erfolge feiern. In ihrer Heimat USA fanden ihre Platten hingegen wenig Anklang. 1991 erschien das Album Family Spirit, das den Erfolg von Conscience nicht wiederholen konnte und von einigen Kritikern als „ideenloser Hochglanzpop“ abqualifiziert wurde. 
1993 erschien das Album Transformation to the House of Zekkariyas; Linda und Cecil hatten sich zuvor die nigerianischen Namen Zeriiya und Zek(kariyas) gegeben. Womack & Womack veröffentlichten weitere Tonträger unter den Namen The House of Zekkariyas, Poetry in Motion und Zek. Das Duo ließ sich später in Afrika nieder.

## Diskografie

### Studioalben
| Jahr | Titel Musiklabel                    | Höchstplatzierung, Gesamtwochen, AuszeichnungChartplatzierungen (Jahr, Titel, Musiklabel, Platzierungen, Wochen, Auszeichnungen, Anmerkungen) | Höchstplatzierung, Gesamtwochen, AuszeichnungChartplatzierungen (Jahr, Titel, Musiklabel, Platzierungen, Wochen, Auszeichnungen, Anmerkungen) | Höchstplatzierung, Gesamtwochen, AuszeichnungChartplatzierungen (Jahr, Titel, Musiklabel, Platzierungen, Wochen, Auszeichnungen, Anmerkungen) | Höchstplatzierung, Gesamtwochen, AuszeichnungChartplatzierungen (Jahr, Titel, Musiklabel, Platzierungen, Wochen, Auszeichnungen, Anmerkungen) | Höchstplatzierung, Gesamtwochen, AuszeichnungChartplatzierungen (Jahr, Titel, Musiklabel, Platzierungen, Wochen, Auszeichnungen, Anmerkungen) | Anmerkungen                                                                                |
| Jahr | Titel Musiklabel                    | DE | AT | CH | UK | R&B | Anmerkungen                                                                                |
| ---- | ----------------------------------- | --- | --- | --- | --- | --- | ------------------------------------------------------------------------------------------ |
| 1984 | Love Wars Elektra 60293             | — | — | — | UK45 (13 Wo.)UK | R&B34 (26 Wo.)R&B | Erstveröffentlichung: Februar 1984 Produzent: Stewart Levine                               |
| 1985 | Radio M. U. S. C. Man Elektra 60406 | — | — | — | UK56 (2 Wo.)UK | R&B51 (6 Wo.)R&B | Erstveröffentlichung: Juni 1985 Produzenten: Cecil Womack, Linda Womack                    |
| 1988 | Conscience Island 90915             | DE5 Gold · (33 Wo.)DE | AT8 (10 Wo.)AT | CH5 Gold · (12 Wo.)CH | UK4 Platin · (37 Wo.)UK | R&B74 (7 Wo.)R&B | Erstveröffentlichung: August 1988 Produzenten: Chris Blackwell, Cecil Womack, Linda Womack |
| 1991 | Family Spirit BMG 3072              | DE42 (8 Wo.)DE | — | CH38 (1 Wo.)CH | — | — | Erstveröffentlichung: April 1991 Produzenten: Cecil Womack, Linda Womack                   |

Weitere Studioalben
- 1986: Starbright
- 1993: Transformation to the House of Zekkariyas
- 2001: Ejyptsian Queen (T. H. O. Z. feat. EQ)
- 2001: Sub Conscience (als Zek)
- 2007: Circular Motion: Everybody Back on the Dance Floor (als Zek)

### Kompilationen
| Jahr | Titel Album                                         | Höchstplatzierung, Gesamtwochen, AuszeichnungChartsChartplatzierungen (Jahr, Titel, Album, Platzierungen, Wochen, Auszeichnungen, Anmerkungen) | Anmerkungen                                                                     |
| Jahr | Titel Album                                         | UK | Anmerkungen                                                                     |
| ---- | --------------------------------------------------- | --- | ------------------------------------------------------------------------------- |
| 1985 | The Artists Volume III (Soundtrack) Street Sounds 3 | UK87 (2 Wo.)UK | Erstveröffentlichung: 30. September 1985 mit The O’Jays, Kleeer und S.O.S. Band |

Weitere Kompilationen
- 1993: Tear Drops
- 2004: Strange & Funny: The Best of 1984–1993
- 2015: Love Wars & Radio M. U. S. C. Man (2 CDs)

### Singles
| Jahr | Titel Album                                           | Höchstplatzierung, Gesamtwochen, AuszeichnungChartplatzierungen (Jahr, Titel, Album, Platzierungen, Wochen, Auszeichnungen, Anmerkungen) | Höchstplatzierung, Gesamtwochen, AuszeichnungChartplatzierungen (Jahr, Titel, Album, Platzierungen, Wochen, Auszeichnungen, Anmerkungen) | Höchstplatzierung, Gesamtwochen, AuszeichnungChartplatzierungen (Jahr, Titel, Album, Platzierungen, Wochen, Auszeichnungen, Anmerkungen) | Höchstplatzierung, Gesamtwochen, AuszeichnungChartplatzierungen (Jahr, Titel, Album, Platzierungen, Wochen, Auszeichnungen, Anmerkungen) | Höchstplatzierung, Gesamtwochen, AuszeichnungChartplatzierungen (Jahr, Titel, Album, Platzierungen, Wochen, Auszeichnungen, Anmerkungen) | Höchstplatzierung, Gesamtwochen, AuszeichnungChartplatzierungen (Jahr, Titel, Album, Platzierungen, Wochen, Auszeichnungen, Anmerkungen) | Anmerkungen |
| Jahr | Titel Album                                           | DE | AT | CH | UK | R&B | Dance | Anmerkungen |
| ---- | ----------------------------------------------------- | --- | --- | --- | --- | --- | --- | --- |
| 1984 | T. K. O. Love Wars                                    | — | — | — | — | R&B87 (3 Wo.)R&B | — | Erstveröffentlichung: Januar 1984 Autoren: Cecil Womack, Linda Womack, Eddie Noble Original: Teddy Pendergrass – Love T. K. O., 1980 |
| 1984 | Love Wars                                             | — | — | — | UK14 (11 Wo.)UK | — | — | Erstveröffentlichung: September 1983 Autoren: Cecil Womack, Linda Womack                                                             |
| 1984 | Baby I’m Scared of You Love Wars                      | — | — | — | UK72 (3 Wo.)UK | R&B25 (15 Wo.)R&B | Dance4 (11 Wo.)Dance | Erstveröffentlichung: April 1984 Autoren: Cecil Womack, Linda Womack                                                                 |
| 1985 | Strange and Funny Radio M. U. S. C. Man               | — | — | — | — | R&B44 (10 Wo.)R&B | — | Erstveröffentlichung: Juni 1985 Autoren: Cecil Womack, Linda Womack                                                                  |
| 1986 | Soul Love / Soul Man Starbright                       | — | — | — | UK58 (8 Wo.)UK | — | — | Erstveröffentlichung: November 1986 Autoren: Cecil Womack, Linda Womack                                                              |
| 1988 | Teardrops Conscience                                  | DE2 Gold · (20 Wo.)DE | AT4 (12 Wo.)AT | CH2 (15 Wo.)CH | UK3 Platin · (18 Wo.)UK | — | — | Erstveröffentlichung: 5. August 1988 Autoren: Cecil Womack, Linda Womack                                                             |
| 1988 | Life’s Just a Ballgame Conscience                     | DE30 (9 Wo.)DE | — | — | UK32 (6 Wo.)UK | — | — | Erstveröffentlichung: Oktober 1988 Autoren: Cecil Womack, Linda Womack                                                               |
| 1989 | Celebrate the World Conscience                        | DE22 (12 Wo.)DE | AT15 (6 Wo.)AT | — | UK19 (8 Wo.)UK | — | — | Erstveröffentlichung: 13. Februar 1989 Autoren: Cecil Womack, Linda Womack                                                           |
| 1989 | MPB (Missin’ Persons Bureau) Conscience               | — | — | — | UK92 (2 Wo.)UK | — | — | Erstveröffentlichung: Juli 1989 Autoren: Cecil Womack, Linda Womack                                                                  |
| 1991 | Uptown Family Spirit                                  | DE43 (11 Wo.)DE | — | — | UK79 (2 Wo.)UK | — | — | Erstveröffentlichung: März 1991 Autoren: Cecil Womack, Linda Womack                                                                  |
| 1994 | Secret Star Transformation to the House of Zekkariyas | — | — | — | UK46 (2 Wo.)UK | — | — | Erstveröffentlichung: Februar 1994 The House of Zekkariyas aka Womack & Womack Autoren: Cecil Womack, Linda Womack                   |

Weitere Singles
- 1983: Express Myself (Remix)
- 1985: Eyes
- 1988: Conscious of My Conscience
- 1989: Good Man Monologue
- 1990: Take It Easy (als Poetry in Motion)
- 1991: My Dear (The Letter)
- 1992: Alimony
- 1993: Passion & Pain (Womack and Womack Transformation to the House of Zekkariyas)
- 1997: Be Thankful (Happy Holiday) (als The House of Zekkariyas)
- 2009: Soul Clap Edits (mit Stevie Wonder)

### Videoalben
- 1988: Teardrops (VHS)
- 1989: Celebrate the World – Live in Concert (VHS)

## Auszeichnungen für Musikverkäufe
| Silberne Schallplatte - Frankreich - 1988: für die Single Teardrops Goldene Schallplatte - Australien - 1989: für die Single Teardrops - Frankreich - 1989: für das Album Conscience - Niederlande - 1988: für das Album Conscience | Platin-Schallplatte - Neuseeland - 1989: für das Album Conscience - Niederlande - 1988: für die Single Teardrops |

Anmerkung: Auszeichnungen in Ländern aus den Charttabellen bzw. Chartboxen sind in ebendiesen zu finden.
| Land/RegionAuszeichnungen für Musikverkäufe (Land/Region, Auszeichnungen, Verkäufe, Quellen) | Silber  | Gold     | Platin     | Verkäufe | Quellen           |
| -------------------------------------------------------------------------------------------- | ------- | -------- | ---------- | -------- | ----------------- |
| Australien (ARIA)                                                                            | —       | Gold1    | —          | 35.000   | Einzelnachweise   |
| Deutschland (BVMI)                                                                           | —       | 2× Gold2 | —          | 500.000  | musikindustrie.de |
| Frankreich (SNEP)                                                                            | Silber1 | Gold1    | —          | 300.000  | infodisc.fr       |
| Neuseeland (RMNZ)                                                                            | —       | —        | Platin1    | 20.000   | Einzelnachweise   |
| Niederlande (NVPI)                                                                           | —       | Gold1    | Platin1    | 150.000  | nvpi.nl           |
| Schweiz (IFPI)                                                                               | —       | Gold1    | —          | 25.000   | hitparade.ch      |
| Vereinigtes Königreich (BPI)                                                                 | —       | —        | 2× Platin2 | 900.000  | bpi.co.uk         |
| Insgesamt                                                                                    | Silber1 | 6× Gold6 | 4× Platin4 |          |                   |